# فیل بارونی
فیل بارونی (انگلیسی: Phil Baroni؛ زادهٔ ۱۶ آوریل ۱۹۷۶) ورزشکار هنرهای رزمی ترکیبی اهل ایالات متحده آمریکا است.